# Tomasz Pieńko
Tomasz Pieńko, né le 5 janvier 2004 à Wrocław en Pologne, est un footballeur polonais qui joue au poste de milieu offensif au Raków Częstochowa.

## Biographie

### En club
Né à Wrocław en Pologne, Tomasz Pieńko est notamment formé par le Zagłębie Lubin. Il joue son premier match en professionnel avec ce club lors d'une rencontre de championnat face au Wisła Płock, le 20 août 2021. Il entre en jeu à la place de Erik Daniel (en) et son équipe s'incline par quatre buts à zéro. Le 6 mai 2022, Pieńko inscrit son premier but en professionnel à l'occasion d'une rencontre de championnat contre le Radomiak Radom. Entré en jeu à la place de Filip Starzyński, il participe à la victoire de son équipe par six buts à un,.
Le 28 janvier 2023, Pieńko est buteur lors du derby face au Śląsk Wrocław, en championnat. Entré en jeu en fin de match, il marque seulement quelques minutes plus tard et participe à la victoire de son équipe (0-3 score final),.

### En sélection
Avec les moins de 18 ans, il joue deux matchs en 2022, il marque notamment deux buts lors de sa première apparition, le 23 mars contre la Suisse (2-2 score final).
Tomasz Pieńko représente l'équipe de Pologne des moins de 19 ans. Il se fait notamment remarqué le 24 septembre 2022 contre l'Estonie marquant ses deux premiers buts, permettant à son équipe de s'imposer (2-0 score final),.